# Schefflera bogotensis
Schefflera bogotensis är en araliaväxtart som beskrevs av José Cuatrecasas. Schefflera bogotensis ingår i släktet Schefflera och familjen araliaväxter.
Artens utbredningsområde är Colombia. Inga underarter finns listade.